# Franz Kolbe
Franz Kolbe (auch Franciscus Kolbe; * 16. Februar 1682 in Prag, Königreich Böhmen; † 19. April 1727 in Planian) war ein böhmischer Jesuit und Hochschullehrer.

## Leben
Kolbe studierte an der Universität Prag und disputierte dort über die gesamte Philosophie, sodass gleich mehrere Orden um seine Mitgliedschaft warben. Am 9. Oktober 1698 trat er schließlich dem Jesuitenorden bei, dem er nach der Priesterweihe als Pater angehörte. Er war für seine Gelehrsamkeit und seinen Scharfsinn bekannt und lehrte vier Jahre Latein, sieben Jahre die hebräische Sprache, bevor er über sechs Jahre die Philosophie und über zehn Jahre die Theologie in der Lehre vertrat. Er lehrte an den Universitäten von Olmütz, Breslau und Prag. Er hatte den Doktor der Philosophie erworben und war ordentlicher öffentlicher Universitätsprofessor. Außerdem hatte er sowohl an theologischen als auch an philosophischen Fakultäten das Dekansamt inne. 
Kolbe starb 1727, als er seinen Bruder besuchte, der als Pfarrer von Planian tätig war.

## Werke (Auswahl)
- Oratio de Francisco Salesio, Prag 1711.
- Disputationes philosophicae in libros Aristotelis de Mundo et Coelo, Generatione et Corruptione Elementis, Anima etc. etc. Ölmütz 1713.
- Anima immortalis post hominis mortalitatem separatim perenans quaestionibus octo disputata, Ölmütz 1717.
- Theses theologicae de Sacramentis in genere et tribus in specie: Baptismo, Confirmatione et Eucharistia ..., Breslau 1719.
- Quaestiones scripturisticae in destinatos Dominicorum per annum evangelicos textus concinnatae, Breslau 1720.
- Theses etc. cum annexa resolutione controversiae de potestate Papae supra concilium, Prag 1725.
- Theologia universa cum quaestionibus historico scripturisticis super vita et mysteriis Domini n. J. Christi, Prag 1726.